# Kanton Vertus-Plaine Champenoise
Kanton Vertus-Plaine Champenoise is een kanton van het Franse departement Marne. Het kanton maakt deel uit van de arrondissementen Épernay en Châlons-en-Champagne. Het heeft een oppervlakte van 948,11 km² en telt 23 225 inwoners in 2017, dat is een dichtheid van 24 inwoners/km².

## Gemeenten
Het kanton Vertus-Plaine Champenoise werd opgericht bij decreet van 21 februari 2014 met uitwerking in maart 2015 en omvatte toen 63 gemeenten.
Op 1 januari 2018 werden de gemeenten Vertus, Oger, Gionges en Voipreux samengevoegd tot de fusiegemeente (commune nouvelle) : Blancs-Coteaux.
Sindsdien omvat het kanton volgende 60 gemeenten: 
- Allemanche-Launay-et-Soyer
- Anglure
- Angluzelles-et-Courcelles
- Athis
- Bagneux
- Bannes
- Baudement
- Bergères-lès-Vertus
- Blancs-Coteaux (hoofdplaats)
- Broussy-le-Grand
- La Celle-sous-Chantemerle
- Chaintrix-Bierges
- Chaltrait
- La Chapelle-Lasson
- Clamanges
- Clesles
- Conflans-sur-Seine
- Connantray-Vaurefroy
- Connantre
- Corroy
- Courcemain
- Écury-le-Repos
- Esclavolles-Lurey
- Étréchy
- Euvy
- Faux-Fresnay
- Fère-Champenoise
- Germinon
- Givry-lès-Loisy
- Gourgançon
- Granges-sur-Aube
- Loisy-en-Brie
- Marcilly-sur-Seine
- Marigny
- Marsangis
- Le Mesnil-sur-Oger
- Moslins
- Ognes
- Pierre-Morains
- Pleurs
- Pocancy
- Potangis
- Rouffy
- Saint-Just-Sauvage
- Saint-Mard-lès-Rouffy
- Saint-Quentin-le-Verger
- Saint-Saturnin
- Saron-sur-Aube
- Soulières
- Thaas
- Trécon
- Val-des-Marais
- Vélye
- Vert-Toulon
- Villeneuve-Renneville-Chevigny
- Villers-aux-Bois
- Villeseneux
- Villiers-aux-Corneilles
- Vouarces
- Vouzy